# Фіктивний шлюб (фільм)
«Фіктивний шлюб» (англ. Paper Marriage; пол. Papierowe małżeństwo) — польсько-британська комедійна мелодрама польського режисера Кшиштофа Ланґа.

## Синопсис
Молодий англієць їде в Польщу, та не думаючи про наслідки, знайомиться з місцевою красунею. Студентка з Варшави Алісія Стжалковська (Йоанна Трепечинська), спокушена обіцянками молодого англійця, приїхала в Лондон і... опинилася в глухому куті. Ні нареченого, ні квартири, ні грошей, ні роботи, ні перспективи отримати перше, друге, третє і четверте. Але незабаром їй все-таки пощастило: спочатку — з самотньою домовласницею Лу (Ріта Ташінґем), а потім — з Ейданом (Ґарі Кемп), котрий погодилася допомогти Алісії з лондонською пропискою в обмін на енну суму фунтів стерлінгів...

## У ролях
| Актор                | Роль                                 |
| -------------------- | ------------------------------------ |
| Ґарі Кемп            | Ейден Кері                           |
| Джоанна Трепечинська | Алісія Стжалковська                  |
| Річард Говлі         | Ред                                  |
| Девід Хоровіч        | Франк Гаддоу                         |
| Ріта Ташінґем        | домовласниця Лу                      |
| Вільям Ілклі         | Джек                                 |
| Мартін Маккеллан     | Метью Девеніш                        |
| Енн Мітчелл          | Філліда Девеніш                      |
| Фред Пірсон          | офіцер Міністерства внутрішніх справ |
| Ґарі Вілан           | Босс                                 |
| Рената Берґер        | власниця крамниці                    |
| Седі Фрост           | працівник агентства зайнятості       |
| Арт Дейві            | бармен                               |
| Ґвен Доран           | власниця бару                        |
| Пітер Майкл МакҐовен | власник хутряної крамниці            |

## Знімальна група
- Режисер — Кшиштоф Ланґ
- Сценарист — Кшиштоф Ланґ, Марек Кройц, Лізі Майєр
- Продюсер — Реймонд Дей, Марк Форстейтер
- Композитор — Станіслав Сиревіч
- Оператор — Ґжеґож Кендзерський
- Монтажер — Ельжбета Курковська
- Художник — Аллан Старський
- Костюмер — Веслава Старська